# آپچاور
آپچاور (به لاتین: Aapchaur) در نپال است که در lumbini zone واقع شده‌است.